# クアルトゥ・サンテーレナ
クアルトゥ・サンテーレナ（イタリア語: Quartu Sant'Elena）は、イタリア共和国サルデーニャ自治州カリャリ県にある、人口約71,000人の基礎自治体（コムーネ）。

## 地理

### 位置・広がり

#### 隣接コムーネ
隣接するコムーネは以下の通り。
- カリャリ
- マラカラゴーニス
- モンセッラート
- クアルトゥッチュ
- セラルジウス